# 明治大学体育会スキー部
明治大学体育会スキー部（めいじだいがく たいいくかい すきーぶ、Meiji University SKI CLUB）は、明治大学体育会に所属する大学スキークラブである。1925年創部。本拠地は東京都中野区。

## 概要
1925年、明治大学体育会山岳部の部員5名により発足（明治大学スケート部も同様に山岳部から分離独立している）。明治大学学友会（現体育会）で、第17番目の競技部として正式公認された。
全日本学生スキー選手権大会では、第1回大会からの全大会を1部校として戦い続けてきた唯一の存在である。2020年までの間、2度の4連覇を含む総合優勝17回、種目優勝130回を果している。
2013年、新合宿所完成。
2024年、創部100周年記念式典挙行。

## オリンピック

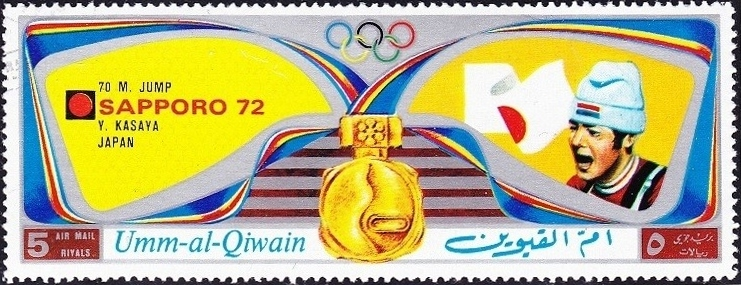
海外発行の五輪記念切手に描かれた笠谷幸生

多くの関係者がオリンピック、FISスキージャンプ・ワールドカップ、FISノルディックスキー世界選手権などのメジャー国際大会への出場を果たしており、オリンピックには在学中の栗谷川平五郎が1932年レークプラシッドオリンピックに出場して以後、2018年平昌オリンピックに複合チームとして参加した渡部剛弘まで、現役・OB合わせて23名の代表者を送り出している。

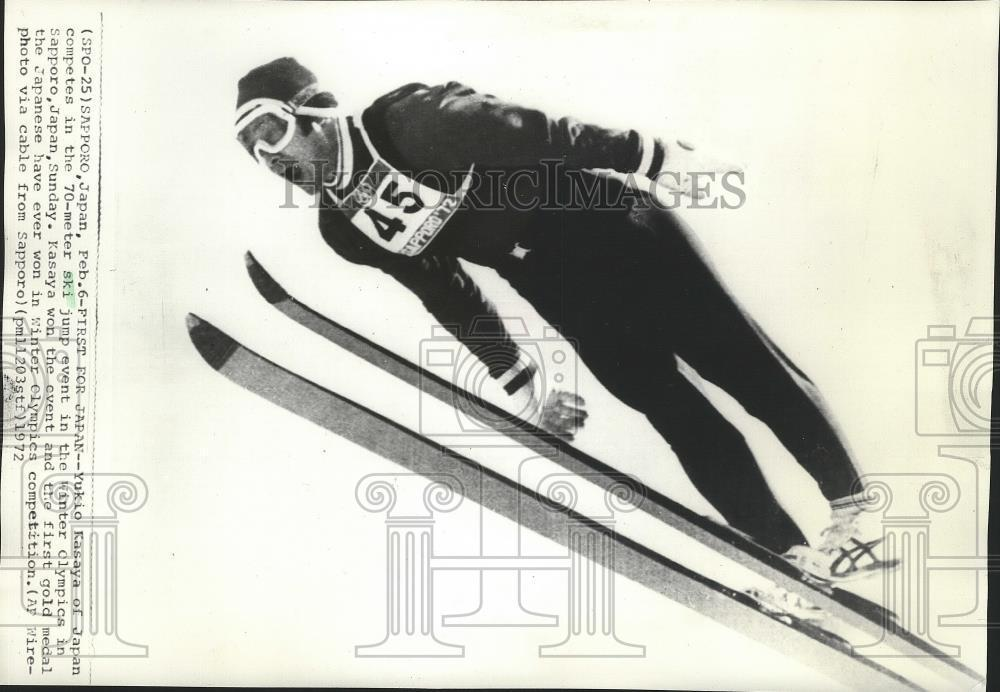
日の丸飛行隊の快挙を報じるプレスフォト(1972年札幌オリンピック AP通信)

### 「日の丸飛行隊」
1972年札幌オリンピックのスキージャンプ競技の70m級 (現在のノーマルヒル) において、明大OBの笠谷幸生と青地清二を含む日本のジャンプ陣3名が金、銀、銅メダル独占の快挙を成し遂げ、自国開催のオリンピックに沸く日本中を熱狂させ、NHKの中継では「さぁ、笠谷。金メダルへのジャンプ…飛んだ、決まった！見事なジャンプ！」との名実況が生まれ、子供たちの間では前傾姿勢をまねする「笠谷ごっこ」などが流行した。冬季五輪では日本人初の金メダル獲得となった笠谷は後に文化功労者の顕彰も受けるなど、スキー界のレジェンド的存在として日本の冬季スポーツの世界に大きな影響を与えたとされる。
日本のジャンプの人気を確立した札幌オリンピック以降、冬季オリンピックやワールドカップ等で日本のジャンプ陣を日の丸飛行隊と呼ぶようになった。

## 関係者がモデルとなった作品
- 『札幌オリンピック』（1972年公開の記録映画、文部省特選、東宝株式会社40周年記念作品）
篠田正浩監督作品。武満徹の楽曲をBGMに日の丸飛行隊の活躍が描かれる。
- 『グレートトラバース 日本百名山ひと筆書き』（2014～ NHKドキュメンタリーシリーズ）
田中陽希が一切の交通機関を使わずに、総移動距離7800キロ、累積標高差10万メートルに及ぶ、日本の山301座に“人力のみ、一筆書き”で、４つの海峡をシーカヤックで漕ぎ渡り列島縦断するチャレンジを追ったNHKドキュメンタリー番組、グレートトラバースシリーズ。
- 『HBC戦後70年スペシャル「幻の札幌五輪～戦火に散ったジャンパー～」』（2015、HBC）
久保登喜夫の生涯と戦前の札幌オリンピック計画を追った特別番組
※「未来へつなぐ 土曜スタジアム」（BS-TBS「マンデードキュメント」）でも放映された
- 『ヒノマルソウル〜舞台裏の英雄たち〜』（2021 漫画）
主人公のモデルはOBの西方仁也

## 主な出身者

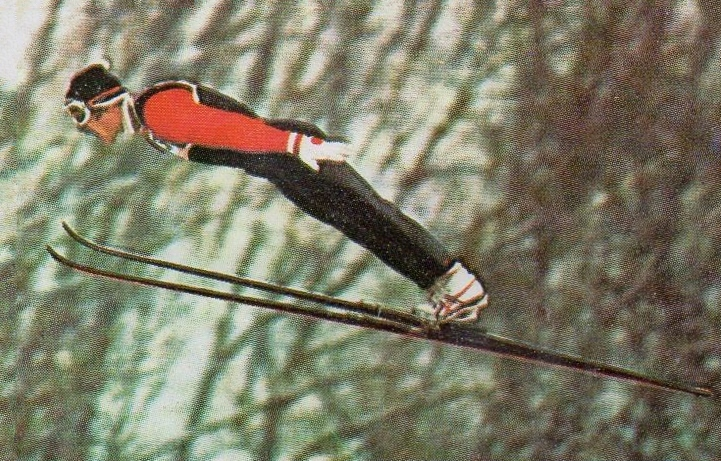
笠谷幸生（1972年札幌オリンピック）

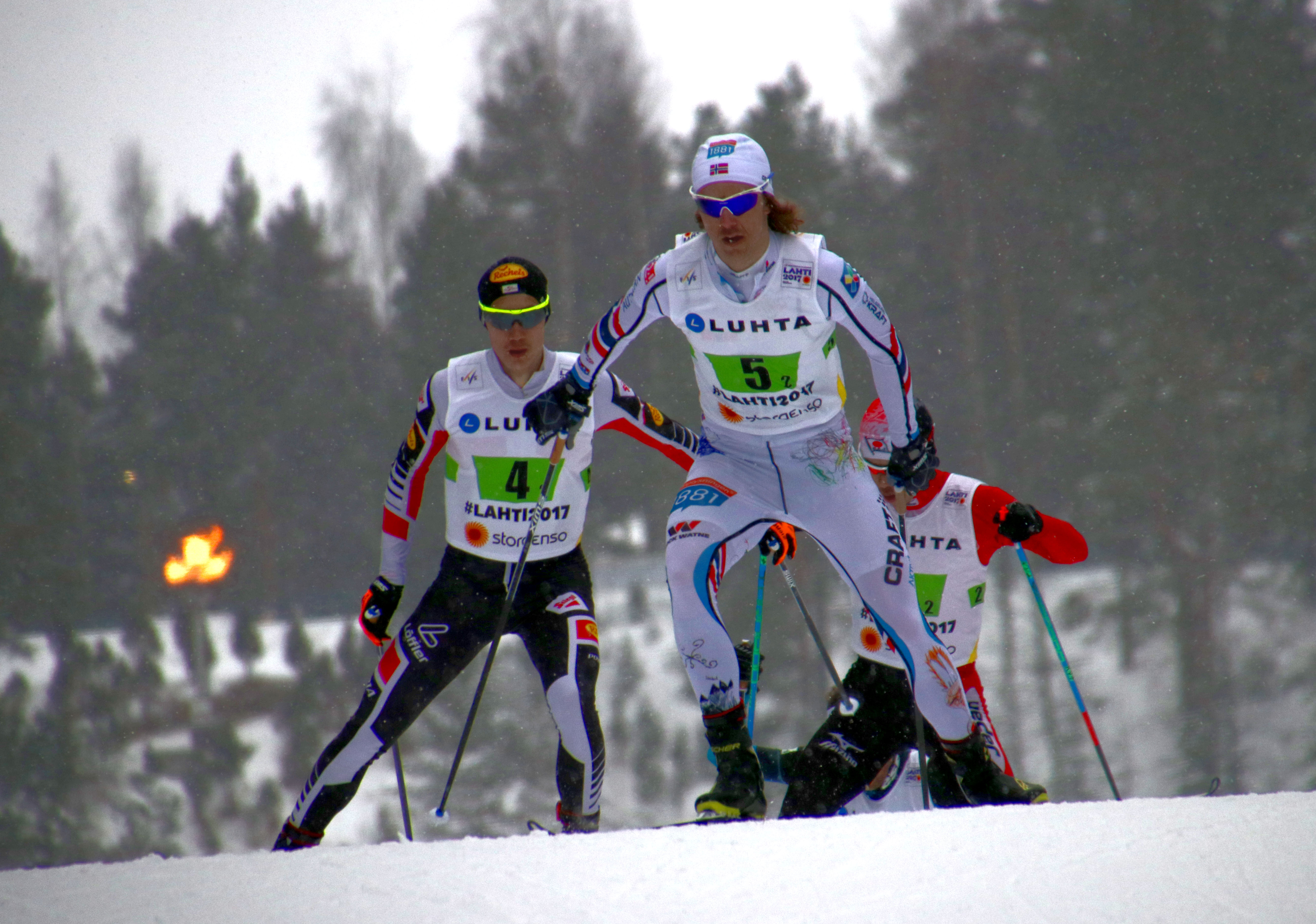
渡部剛弘（2017ノルディックスキー世界選手権）

- 栗谷川平五郎 - 1932年レークプラシッドオリンピッククロスカントリースキー・ノルディック複合代表、全日本スキー選手権大会優勝
- 久保登喜夫 - 1940年札幌オリンピック（未開催）代表候補、全日本スキー選手権大会ノルディックスキー・スペシャルジャンプ少年部優勝
- 藤沢良一 - 1952年オスロオリンピッククロスカントリースキー・ノルディック複合・スキージャンプ代表、全日本スキー選手権複合3回優勝
- 川島弘三 - 1952年オスロオリンピック代表、全日本学生スキー選手権大会優勝
- 山本兼一 - 1952年オスロオリンピッククロスカントリー代表
- 佐藤耕一 - 1956年コルチナ・ダンペッツオオリンピック・1960年スコーバレーオリンピック各代表、全日本スキー選手権複合・全日本スキー選手権ジャンプ競技各優勝
- 武田孝 - 1960年スコーバレーオリンピックアルペンスラローム・アルペンジャイアントスラローム代表
- 菊地定夫 - 1960年スコーバレーオリンピック代表、1964年インスブルックオリンピック日本代表団旗手、全日本スキー連盟ジャンプ部門強化委員長
- 江遠要甫 - 1960年スコーバレーオリンピック代表・1964年インスブルックオリンピック各代表、全日本スキー選手権大会ノルディック複合・ジャンプ競技各優勝
- 岡澤伸夫 - プロスキーヤー、ジャーナリスト（スキージャーナル創刊）、日本職業スキー教師協会理事
- 福原吉春 - 1964年インスブルックオリンピック・1968年グルノーブルオリンピック各代表
- 板垣宏志 - 1964年インスブルックオリンピック・1968年グルノーブルオリンピック・1972年札幌オリンピック各代表、1968年冬季ユニバーシアード2冠
- 浅利正勝 - 1968年グルノーブルオリンピックスキージャンプ代表、雪印乳業スキー部監督、第2期日本スキー界黄金期を支えた
- 笠谷昌生 - 1972年札幌オリンピックコーチ、全日本スキー連盟常務理事・ジャンプ部長・強化委員会委員長
- 笠谷幸生 - 1972年札幌オリンピックスキージャンプ金メダリスト（日の丸飛行隊）、2010年バンクーバーオリンピック日本選手団副団長、紫綬褒章、文化功労者
- 青地清二 - 1972年札幌オリンピックスキージャンプ70メートル級銅メダリスト
- 荻原郁夫 - 1974年アルペンスキー世界選手権代表、杏林製薬（キョーリン製薬ホールディングス）社長
- 成田収平 - 2010年バンクーバーオリンピック･2014年ソチオリンピック複合監督、全日本スキー連盟常任理事・競技本部長、明大監督
- 落合力松 - 1984年サラエボオリンピック総監督
- 海野明 - 1992年アルベールビルオリンピックアルペン監督、全日本スキー連盟理事
- 秋元正博 - 1980年レークプラシッドオリンピックスキージャンプ70メートル級4位
- 川端隆普美 - 1980年レークプラシッドオリンピックスキージャンプ代表、全日本学生スキー選手権3年連続優勝
- 川村有司 - 1979･1980スキージャンプ・ワールドカップ代表
- 沢田久喜 - 1966年ノルディックスキー世界選手権代表、1970年ノルディックスキー世界選手権代表、雪印乳業監督
- 児玉和興 - 1988年カルガリーオリンピックノルディックスキー複合複合代表、1991世界選手権（ヴァル・ディ・フィエンメ）団体銅メダリスト
- 工藤哲史 - 1988年カルガリーオリンピックエアリアル代表、日本フリースタイルスキーのパイオニア
- 三ヶ田礼一 - 1992年アルベールビルオリンピックノルディックスキー複合団体金メダリスト
- 西方仁也 - 1994年リレハンメルオリンピックスキージャンプ団体銀メダリスト、「ヒノマルソウル〜舞台裏の英雄たち〜」主役のモデル
- 田中陽希 - プロアドベンチャーレーサー（NHK「グレートトラバース 日本百名山ひと筆書き」）
- 相内富久 - 全日本スキー選手権大会90m級ジャンプ優勝
- 梅崎慶大 - 2003年冬季ユニバーシアード代表
- 岡崎靖 - 2018年平昌オリンピックスノーボード監督
- 渡部剛弘 - 2018年平昌オリンピックノルディックスキー複合代表
- 丸山希 - 2023スキージャンプ・ワールドカップ2位